# Ralph Meeker
Pour les articles homonymes, voir Meeker.
Ralph Meeker est un acteur et producteur américain, né le 21 novembre 1920 à Minneapolis dans le Minnesota et mort le 5 août 1988 à Woodland Hills (États-Unis).

## Filmographie

### Acteur

#### Cinéma
- 1951 : Quatre dans une jeep (Die Vier im Jeep), de Leopold Lindtberg et Elizabeth Montagu : Sergent William Long
- 1951 : Teresa de Fred Zinnemann : Dobbs
- 1952 : La Ruelle du péché (Glory Alley), de Raoul Walsh : Socks Barbarrosa
- 1952 :  Shadow in the Sky (en) de Fred M. Wilcox : Burt
- 1952 : Somebody Loves Me (en) d'Irving Brecher (en) : Ben 'Benny' Fields
- 1953 : L'Appât (The Naked Spur), d'Anthony Mann : Roy Anderson
- 1953 : La Plage déserte (Jeopardy), de John Sturges : Lawson, le Fugitif
- 1953 : Code Two (en) de Fred M. Wilcox : Chuck O'Flair
- 1955 : Le Pacte des tueurs (Big House, U.S.A.) de Howard W. Koch : Jerry Barker alias Iceman
- 1955 : En quatrième vitesse (Kiss Me Deadly), de Robert Aldrich : Mike Hammer
- 1955 : Desert Sands (en) de Lesley Selander : Capitaine David Malcolm
- 1956 : A Woman's Devotion (en) de Paul Henreid : Trevor Stevenson
- 1957 : Le Jugement des flèches (Run of the Arrow), de Samuel Fuller : Lieutenant Driscoll
- 1957 : Kidnapping en dentelles (The Fuzzy Pink Nightgown) de Norman Taurog : Mike Valla
- 1957 : Les Sentiers de la gloire (Paths of Glory) de Stanley Kubrick : Cpl. Philippe Paris
- 1961 : Le troisième homme était une femme (Ada), de Daniel Mann : Colonel Yancey
- 1961 : Au bout de la nuit (Something Wild) de Jack Garfein : Mike
- 1963 : Wall of Noise : Matt Rubio
- 1967 : Les Douze Salopards (The Dirty Dozen), de Robert Aldrich : Capt. Stuart Kinder
- 1967 : L'Affaire Al Capone (The St. Valentine's Day Massacre), de Roger Corman : Bugs Moran
- 1967 : Le Grand Ours et l'enfant (en) (Gentle Giant) de James Neilson : Fog Hanson
- 1968 : Le Détective (The Detective), de Gordon Douglas : Curran
- 1969 : The Devil's 8 (en) de Burt Topper : Burl
- 1970 : Le Pays de la violence (I Walk the Line) : Carl McCain
- 1971 : Le Dossier Anderson (The Anderson Tapes), de Sidney Lumet : Capitaine Delaney
- 1972 : The Happiness Cage de Bernard Girard : Le Major
- 1973 : Angela (Love Comes Quietly) de Nikolai van der Heyde : Ben Hoeksema
- 1975 : Brannigan, de Douglas Hickox : Capitaine Moretti
- 1975 : Johnny Firecloud (en) de William A. Castleman : Colby
- 1976 : Soudain... les monstres (The Food of the Gods), de Bert I. Gordon : Jack Bensington
- 1978 : My Boys Are Good Boys : Bert Morton
- 1978 : Riders (Hi-Riders), de Greydon Clark : Mike
- 1978 : The Alpha Incident (en) de Bill Rebane : Charlie Weigel, le maître de station
- 1979 : Qui a tué le président ? (Winter Kills) de William Richert : Gameboy Baker
- 1980 : Terreur extraterrestre (Without Warning), de Greydon Clark : Dave

#### Télévision
- 1955 - 1956 : Studio One (Série TV) : Steve / Mr. Sheridan
- 1955, 1957 et 1959 : Alfred Hitchcock présente (Série TV) : Carl Spann / Carl Borden / Mel Reeves / John Forbes
- 1956 : The Alcoa Hour (Série TV) : Billy Hepburn
- 1956 : Studio 57 (Série TV) : Ranson
- 1957 : Zane Grey Theater (Série TV) : Steve Elkins
- 1957 : Playhouse 90 (Série TV) : Carbine Webb
- 1957 - 1958 : Climax! (Série TV) : Alex Hill / 'Griff' Griffith
- 1958 : La Grande Caravane (Wagon Train) (Série TV) : Horse
- 1958 - 1959 et 1961 : Letter to Loretta (Série TV) : Joe Martin / Ed James / Duke Cavanaugh / Willis Cooper
- 1959 : Au nom de la loi (Wanted Dead or Alive) (Série TV) : Martin Ash
- 1959 : The Texan (en) (Série TV) : Sam Kerrigan
- 1959 - 1960 : Not for Hire (Série TV) : Sergent Steve Dekker
- 1960 : Dillinger (Téléfilm) : John Dillinger
- 1961 : Tallahassee 7000 (Série TV) : Harry Gifford
- 1962 : Going My Way (Série TV) : Jack Slade
- 1962 : Empire (Série TV) : Barney Swanton
- 1962 - 1963 : The United States Steel Hour (en) (Série TV) : Charlie Williams*
- 1962 - 1963 : Route 66 (Série TV) : Willard McIntyre / Parker Smith
- 1963 : Breaking Point (en) (Série TV) : Murray Knopf
- 1963 : Au-delà du réel (The Outer Limits) (Série TV) : John Dexter
- 1964 : Les Accusés (The Defenders) (Série TV) : Floyd Cooper
- 1964 : Channing (Série TV) : Frank Martin
- 1964 : The Nurses (Série TV) : Sheffer
- 1966 : The Long, Hot Summer (en) (Série TV) : Jess Corbett
- 1966 : Seaway (en) (Série TV) : Roy Burke
- 1966 - 1967 et 1971 : Sur la piste du crime (The F.B.I.) (Série TV) : King Hogan / Scott Martin / Graham Newcomb
- 1967 : Chaparral (Série TV) : Tracy Conlin
- 1967 : Tarzan (Série TV) : Karnak
- 1967 : Le Frelon vert (The Green Hornet) (Série TV) : Earl Evans
- 1967 : Dundee and the Culhane (Série TV) : Maximus Tobin
- 1967 : Custer (Série TV) : Kermit Teller
- 1968 : A Punt, a Pass, and a Prayer (Téléfilm) : Wally Walters
- 1968 : Les Règles du jeu (The Name of the Game) (Série TV) : Sénateur Goddard
- 1968 et 1974 : L'homme de fer (Ironside) (Série TV) : Un ex-detective / Wescott
- 1969 : Vol perdu (Lost Flight) (Téléfilm) : Glenn Wallup
- 1970 : Le Virginien (The Virginian) (Série TV) : August Gruber
- 1971 : The Reluctant Heroes (Téléfilm) : Capt. Luke Danvers
- 1972 : The Night Stalker (Téléfilm) : Bernie Jenks
- 1972 : Dr. Simon Locke (Série TV) : James Blinn
- 1973 : Duel en hélicoptère (Birds of Prey) (Téléfilm) : Jim McAndrew
- 1973 : You'll Never See Me Again (en) (Téléfilm) : Will Alden
- 1973 - 1975 : Police Story (Série TV) : Chef Harry Stahlgaher / Sergent Emit Howard / Alfred Attles
- 1974 : Room 222 (Série TV) : Jones
- 1974 : Run, Joe, Run (Série TV) : Gant
- 1974 : Faraday and Company (Série TV) : Ed Kelso
- 1974 : Le mort a disparu (Cry Panic) (Téléfilm) : Chuck Braswell
- 1974 : Night Games (Téléfilm) : Dutch Armbreck
- 1974 : Toma (Série TV) : Frank Beecher
- 1974 : The Evil Touch (Série TV) : Frank Drake
- 1974 : Une femme dangereuse (The Girl on the Late, Late Show) (Téléfilm) : Inspecteur DeBiesse
- 1975 : The Dead Don't Die (Téléfilm) : Lieutenant Reardon
- 1975 : Cannon (Série TV) : Phil Dexter
- 1975 : The Rookies (Série TV) : Officier Menteer
- 1975 : Movin'On (Série TV) : Dave Bennet
- 1975 : La côte sauvage (Série TV) : Big Lou Hobart
- 1975 : Harry O (Série TV) : Sgt. Frank Brannen
- 1977 : Sergent Anderson (Série TV) : Bellwood
- 1979 : Kaz (Série TV)
- 1979 : Chips (Série TV)

### Producteur
- 1978 : My Boys Are Good Boys